# فلفل بتل
تانبول یا فلفل بیتِل (نام علمی: Piper betle) نام یک گونه از تیره فلفل‌سیاهیان است که در کتب طب سنتی با نام های طنبول، تنبول، تامول، تملول، تنبل و فلفل هندی آمده است و به هندی به آن پان می گویند.

### مشخصات گیاه تانبول
گیاه تانبول نوعی فلفل خزنده است که بومی هند می باشد مانند درخت مو برای بالا رفتن آن باید قیم یا داربست تهیه شود. برگ آن سبز روشن، پهن، قلبی شکل و نوک تیز شبیه برگ لبلاب است. طعم آن شبیه به قرنفل می باشد. گیاه بزرگی است چند ساله و به عبارت بهتر درختچه ای است بومی هندوستان و در مالزی، فیلیپین، هند و چین، ماداگاسکار و آفریقای شرقی نیز می روید. برگ های خشک این گیاه معطر است.

### خواص و کاربردهای تانبول
در هند از مخلوطی از برگ های تانبول و آهک زنده و میوه درخت فوفل ماده ای شبیه سقز درست می کنند که مانند ماستیکاتور یا بزاق آور مصرف می شود و جویدن آن دهان و حلق را تحریک کرده ترشح بزاق را افزایش می دهد.
از میوه تانبول در رنگرزی برای تهیه یک رنگ قرمز زیبا استفاده می شود. اگرچه در موارد مختلف درمانی از برگ و ریشه و گاهی نیز از تخم تانبول استفاده می شود ولی در بیشتر موارد برگ های خوشبو و معطر آن مستعمل است زیرا دارای خواص بادشکن، محرک و پروفیلاکتیک می باشد. مقوی و تونیک و نیرو بخش و قابض و بزاق آور می باشد.
سقز جویدنی که از برگ های آن درست می شود برای تحریک اعصاب مفید است. به عنوان عامل پروفیلاکتیک در معالجه اسهال خونی و تب آثار نافع دارد. برگ های خرد شده آن را گرم کرده و روی بدن زنان پس از زایمان می گذارند. و برای تسکین سرفه های سخت روی حلق می بندند و یا برگ های خرد شده آن را گرم کرده و با روغن زیتون مخلوط نموده و به صورت روغن مالیدنی به ناحیه شکم بچه در موارد ناراحتی های شکم می مالند. از شیره برگ ها و یا از برگ های خرد شده نیز در تهیه داروهایی برای التیام زخم ها به ویژه زخم های بینی، کورک و جوش استفاده می کنند. اسانس روغنی فرار آن که عمدتا چاویکول است، خاصیت باکتری کشی دارد و برای معالجه ناراحتی های مخاط بینی و حلق نافع است.

نخل فوفل گیاهی است دارویی و در جنوب و شرق آسیا مثل هند و اندونزی می‌روید. نخل فوفل در در ۱۷۵۳ (میلادی) توصیف علمی شد. این گونه جزء گیاهان پایا است و در هنگام رشد بر روی سطح زمین می‌خزد. 

.